# Tetragoneura nocticolor
Tetragoneura nocticolor är en tvåvingeart som beskrevs av Edwards 1932. Tetragoneura nocticolor ingår i släktet Tetragoneura och familjen svampmyggor. Inga underarter finns listade i Catalogue of Life.